# 요나탄 힐베르트
요나탄 힐베르트(독일어: Jonathan Hilbert, 1995년 4월 21일~)는 독일의 육상 선수로 주 종목은 경보이다. 2020년 하계 올림픽 남자 경보 50km 부문에서 은메달을 획득했다.